# 하코자키역
하코자키역(일본어: 箱崎駅 하코자키에키[*])은 일본 후쿠오카현 후쿠오카시 히가시구에 있는. 규슈 여객철도 가고시마 본선의 역이다.
2002년 12월 1일, 하행선이 고가화되었던 때에 약 440m 가시이 역 근처로 이전되었던 일부터, 하카타역으로부터의 영업 거리가 2.8km부터 3.2km로 되었다. 이것에 의해서, 이 역부터 하카타 역까지는 초승 운임으로 승차되지 않았다(최초 구간 운임 적용은 영업 거리 3 km 이하). 또한 구.역은 하코자키야하타 궁의 바로 뒤쪽에 있지만, 이전으로 멀어진다(거꾸로 규슈 대학 하코자키 캠퍼스는 가까이었다). 또한 이 역 종착의 발착 열차가 3개 설정되어 있다.
통상 시간은 각 역 정차밖에 정차하지 않지만, 매년 9월 중순의 방생회(일반으로는 '호조에'이지만, 하코자키 궁에는 '호조야'라고 읽는다)기간 중에는 쾌속 열차도 임시 정차한다(저녁 - 야간만).

## 역 구조 및 승강장
단식 승강장 1면 1선과 섬식 승강장 1면 2선의 합계 2면 3선의 승강장을 가지는 고가역이다. 직영역으로, 발권 창구가 설치되어 있다. 승차권 자동 발매기, 자동 개찰기를 갖추어, 와이와이 카드 · SUGOCA의 사용이 가능하다. JR의 특정 도구 시내로 걸친 '후쿠오카 시내'의 역이다.
| 1 | ■ 가고시마 본선 | (상행) | 아카마 · 고쿠라 · 모지코 방면 |
| 2 | ■ 가고시마 본선 |        | (대피선)                      |
| 3 | ■ 가고시마 본선 | (하행) | 하카타 · 구루메 · 오무타 방면 |

- 2번 승강장은 대피 외에, 하카타 역 발착의 특급 열차의 반환에도 사용된다(요시즈카역의 인상선이 3개밖에 없어, 번망기를 중심으로 만선이 되는 일이 많기 때문에).

## 역 주변
역 주변은 규슈 대학을 중심으로 발전했던 예부터의 시가지이며, 대규모 상업 시설은 존재하지 않는다. 최근 몇 년에는 구획 정리가 진행되고 있다. 역 북쪽으로 국도 제21호선이, 남쪽에는 후쿠오카 현도 68호선 후쿠오카 다자이후 선이 각각 선로와 교차하고 있다.
- 하코자키 궁
- 규슈 대학 하코자키 캠퍼스
- 하코자키미야마에 역 - 후쿠오카 시 교통국 지하철 하코자키 선
- 히가시 구청

## 역사
- 1890년 9월 28일 : 규슈 철도(초대)가 개업.
- 1907년 7월 1일 : 규슈 철도(초대)가 국유화되어, 제국철도청이 소관.
- 1987년 4월 1일 : 일본국유철도 분할 민영화에 의해, 규슈 여객철도가 승계.
- 2002년 12월 1일 : 하행선이 고가화되어 하코자키 역이 약 440m 가시이 쪽으로 이전(상행선은 임시 승강장)
- 2004년 3월 13일 : 상행선 고가화되어 고가사업 완성.
- 2008년 3월 15일 : 운행 시간표 개정에 의해 이 역 종착의 발착 열차가 2개 신설된다.
- 2009년 3월 1일 : IC카드 SUGOCA의 사용 개시.

## 인접 역
| 가고시마 본선       | 가고시마 본선 | 가고시마 본선          |
| ------------------- | ------------- | ---------------------- |
| 지하야 모지 항 방면 | ■ 보통        | 요시즈카 가고시마 방면 |